# 꽃다지
꽃다지는 겨자과에 속하는 꽃으로 두해살이풀로 꽃따지, 모과정력, 정력자, 코딱지나물이라고도 한다. 한약재로 쓰일 때는 대실(大室)이라고 불린다. 주로 북반구의 온대·난대 지역에 분포한다. 밭과 들의 양지바른 곳에서 자라는 두해살이풀. 높이는10~40cm이다.

## 명칭
꽃다지라는 이름은 다른 들풀보다 먼저 꽃을 피우기 때문에 붙은 것으로 보인다. 오이와 같은 채소가 처음 틔우는 꽃도 꽃다지라고 한다. 한약재로 쓰일 때는 정력자(葶藶子), 대실(大室) 등으로 불린다.

## 생태

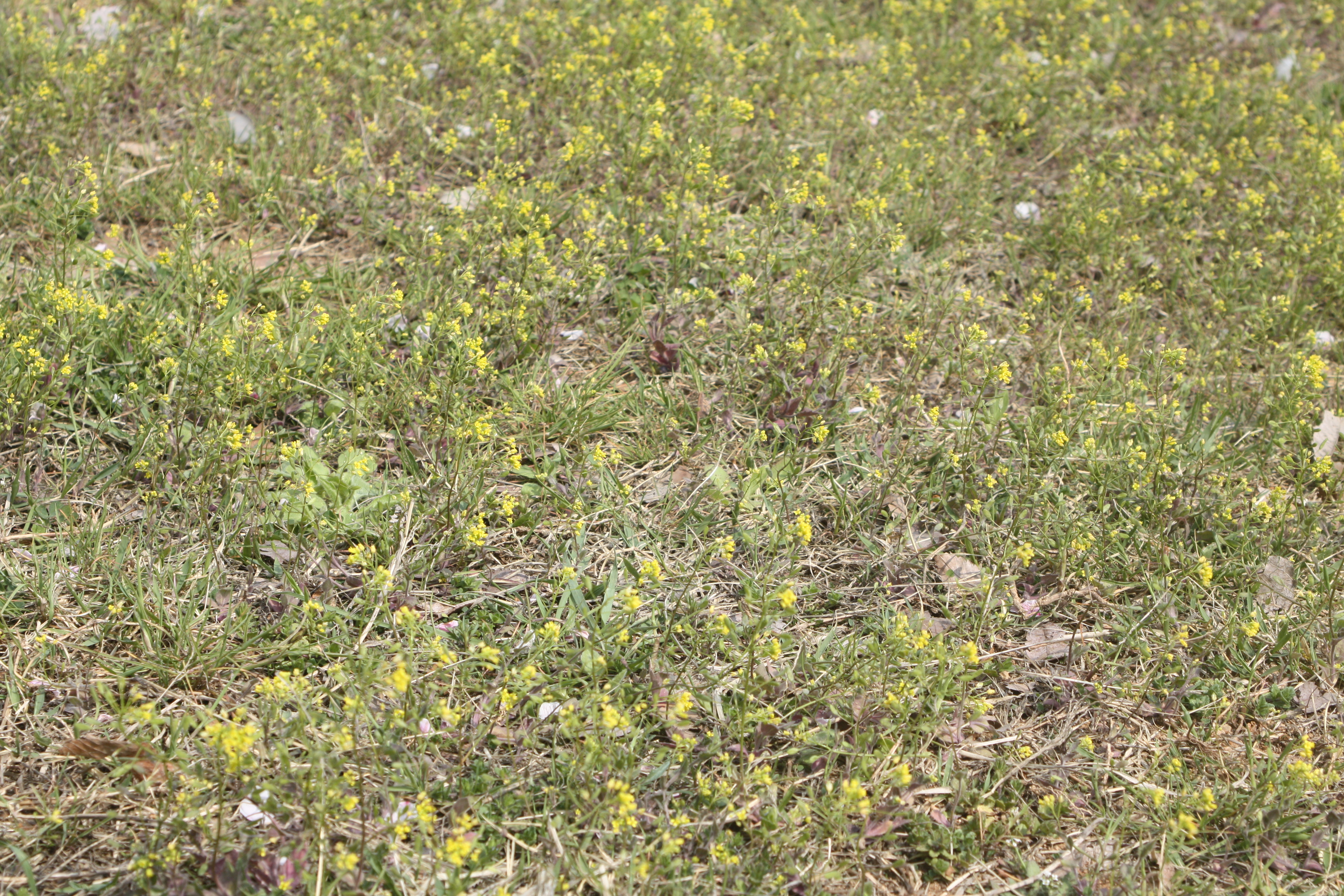
벌판에 무리 지어 꽃이 피었다.
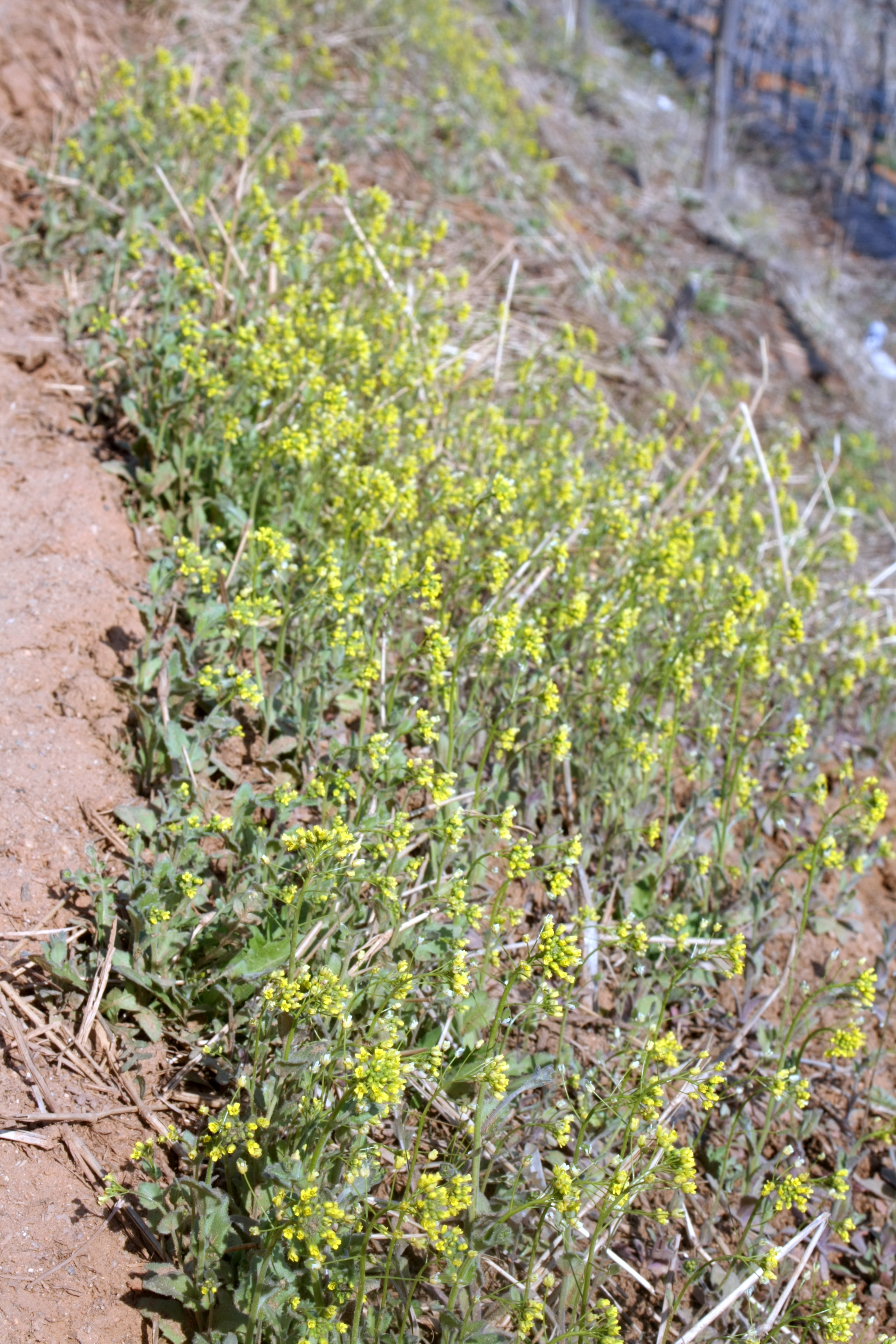
밭둑에 무리 지어 꽃이 피었다.
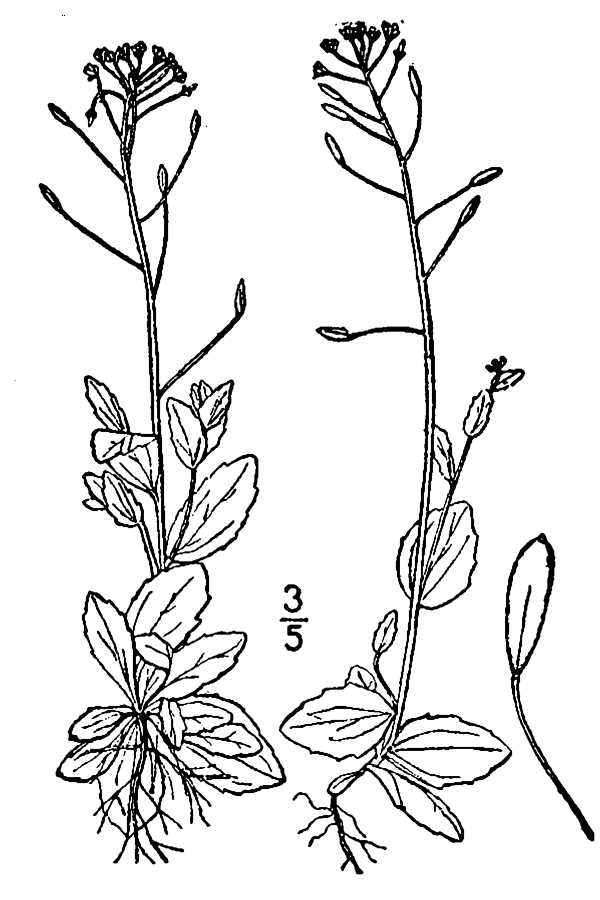
그림

이른 봄 햇빛이 잘 드는 밭, 논두렁, 산기슭에서 노란색 꽃을 피운다. 높이는 10~20 센티미터 정도이다. 보통 가지가 많이 갈라지고, 잎과 줄기에는 별 모양의 짧은 털이 빽빽이 나 있다. 뿌리에서 나오는 잎은 수가 많고 방석처럼 퍼진다. 뿌리에서 나는 잎은 주걱 모양이고 길이 2~4센티미터, 너비 0.8~1.5센티미터 정도이다. 줄기에 있는 잎은 어긋나고 잎자루가 없다. 좁은 난형이거나 긴 타원형이고 길이 1~3센티미터, 너비 0.5~1.5센티미터쯤 된다. 꽃은 4~6월에 줄기 끝에서 노란색으로 모여 핀다. 꽃잎은 네 장이며 수술은 여섯 개이다. 꽃자루는 옆으로 퍼지고, 암술대는 매우 짧아 없는 것처럼 보인다. 꽃다지와 냉이는 사는 곳이 겹치는데 잎 모양으로 쉽게 구분할 수 있지만, 꽃은 색만 다를 뿐 흡사하다. 냉이 꽃은 희고 꽃다지 꽃은 노랗다.
열매는 긴 타원형이고 전체에 털이 나 있으며 결실기는 7~8월로 꼬투리가 열리는 각과(殼果)이다. 꼬투리에는 두 개의 방에 여남은 개의 씨앗이 들어있다.

## 쓰임새
어린 잎은 나물로 먹고, 한방에서 이뇨 약재로 이용한다.
| Gy9srdr7dptzr6os6eoz6or6zr69zr69urozouozrzupfxru0xut0xt7cfu7fy9y9fevy9eovhevu9ejpbj0bdh | 9dj0bd0budbu0dnu0di0bdbj0ebj0j0ebub0e |

### 꽃다지 씨앗
를 볶은 약재인 정력자는 기침을 멈추게 하고 가래가 쉽게 빠져나가게 하는 효능이 있는 것으로 알려져 있다. 이뇨제와 변비약으로도 쓴다.